# 梁銘彥
梁銘彥，OBE[?]（1941年3月2日—2008年8月13日），香港出入境事務官員，1989年成為人民入境事務處首位華人處長，惟1996年被香港政府迫令自願提早退休。
梁銘彥1965年加入人民入境事務處成為入境事務副督察，1989年接替最後一位外籍處長賈達德以前，他在1984年升任人民入境事務處助理處長，其後於1987年7月出任副處長。他除了是該處首位華人處長，也是首位本地入境事務主任出身並透過內部晉升而獲委任的處長。在入境處處長任內，他負責處理國籍、護照及出入境管理等敏感事務，曾以英方代表身份出席中英聯合聯絡小組會議，並負責處理在1990年推出的「居英權計劃」和在1997年香港主權移交前夕進行有關英國國民（海外）國籍的登記工作。入境處位於灣仔入境事務大樓的總部，也是他任內於1990年遷入的。
1996年7月，梁銘彥突然被港府迫令自願提早退休，隨後由政務官出身的葉劉淑儀「空降」接任處長，事件引起輿論廣泛討論。有傳言指他與中方過從甚密，而港府則指他隱瞞多項與職位存有利益衝突的活動，以及濫用公務員置業貸款圖利。立法局當時罕有地引用《立法局（權力及特權）條例》展開調查，最終結論港府對梁銘彥採取的行動「合情合理」。由於立法局部份聆訊以閉門方式進行，事件又涉及不少敏感機密，背後的真正原因在多年來對公眾而言是一個謎團。直到香港主權移交後二十多年，立法會於2019年3月批准提早解封當年的機密檔案，顯示梁銘彥與海外洗黑錢集團過從甚密，因為品格問題而被要求即時離職。
梁銘彥退出港府後行蹤低調，他曾於1997年參選中華人民共和國第九屆港區人大代表選舉，但是名落孫山。此外，梁銘彥與妻子育有一子一女，其中女兒梁思瀚曾計劃投身香港樂壇，惟1993年在加拿大就讀的大學校園離奇地被人用十字弩射殺，案件至今仍未偵破。2008年8月，梁銘彥因腦中風逝世，終年67歲。

## 生平

### 早年生涯
梁銘彥1941年3月2日生於香港，早年先後入讀英皇書院（1956年入讀，1961年畢業）和皇仁書院。1965年預科畢業後，他旋於同年4月加入人民入境事務處任職入境事務副督察，其後拾級而上，1967年升任入境事務督察、1971年任高級入境事務督察（同年職稱改為高級入境事務主任）、1977年成為總入境事務主任，並於任內署任首席入境事務主任一職。1982年，梁銘彥正式升任首席入境事務主任，隨後於1984年7月晉升為人民入境事務處助理處長，1987年7月進一步升任副署長，任內多次署任署長一職，並分別奉委官守太平紳士和獲頒授香港紀律部隊獎章及加敘單條勳扣。

### 人民入境事務處處長
1989年5月，梁銘彥接替退休的賈達德出任人民入境事務處處長，成為該處自1961年成立以來首位華人處長，也是首位本地入境事務主任出身並透過內部晉升而獲委任的處長。當時，根據中英兩國早於1984年簽訂的《中英聯合聲明》，香港主權尚有數年便會於1997年從英國移交中國，期間他負責處理國籍、護照及出入境管理等敏感事務，能夠接觸不少機密資料。當中，他上任不久後，中國大陸旋於1989年6月爆發「六四事件」，一時間使香港人對香港前途陷入信心危機。為了安撫人心，時任香港總督衛奕信爵士於1989年宣佈在翌年推出「英國國籍甄選計劃」（簡稱「居英權計劃」），讓最多50,000個家庭無需在英國定居也可取得英國公民國籍。計劃由入境處負責接受申請和進行審批工作，並先後在1990年12月至1991年2月和1994年1月至3月分兩期接受申請，對象主要是專業人士、紀律部隊人員和從事敏感崗位人士，好讓他們能夠安心留港發展。有關計劃的審批工作性質敏感，入境處到1995年底大致完成了審批工作，最終所有名額都大致上分配完畢。
另一方面，鑑於《聯合聲明》的英方備忘錄容許香港數百萬名英國屬土公民在主權移交後保留新設的英國國民（海外）國籍，因此梁銘彥要在有限的時間內主持有關的國籍登記工作，並安排簽發新的英國國民（海外）護照。及至主權移交前數年，不少香港人都為了趕及限期而前往人民入境事務處直接登記成為英國國民（海外），或先歸化成為英國屬土公民。當中，為趕及訂於1996年3月31日的其中一個登記限期，就有多達20萬人在限期前三個月登記國籍；而在3月30日當天，更有5.4萬人到位於灣仔的人民入境事務處總部排隊等候登記，人龍延至附近的灣仔運動場，期間更發生爭執及毆打事件。為了處理大量且繁複的國籍登記工作，入境處人員都要加班趕工，而主權移交後，最終有大約350萬名香港的英國屬土公民成功登記為英國國民（海外）。
在處理香港人英籍身份的同一時間，為了確保主權交接順利，梁銘彥也以英方代表身份多次出席中英聯合聯絡小組會議，與中方商討主權交接後有關國籍和出入境方面的安排，當中包括就主權移交後香港特區護照的承印工作和簽發安排展開磋商。此外，港府原本每日向中國大陸發出75個單程證名額，作為大陸人以「家庭團聚」為理由來港定居的證件，經梁銘彥向中方商討後，行政局於1993年通過把單程證名額上調至每日105個，到1995年進一步把名額上調至每日150個，意味中方每年可批出的單程證數目由1993年前的每年大約27,000個，大幅增加至每年大約54,000個。
此外，梁銘彥在1990年1月把入境處總部由原來位於九龍尖沙咀的冠華中心，遷往位於灣仔新落成的人民入境事務大樓，以擴充總部空間。為應付入境處日益增加的工作量和有效處理極大量的資料，他還研究進一步把資訊科技應用於該處的日常業務，並於1991年開展首個資訊系統策略檢討，根據顧問公司的建議制訂長遠的資訊系統策略計劃。1995年9月，梁銘彥促成於新界屯門原屬於駐港英軍的掃管軍營成立入境訓練學校，作為專門培訓入境處人員的訓練場所，入境訓練學校後來於2005年升格成為入境事務學院。
針對入境處提供的服務，梁銘彥引入了一系列旨在改善服務素質的措施，當中包括響應時任香港總督彭定康的號召在1992年12月首次為該處制訂「服務承諾」，以及在1993年9月設立入境處使用服務人士委員會，由他擔任主席，專門檢討有關「服務承諾」的成效；1996年5月，入境處更首度在互聯網設立網頁，讓市民更容易取得與入境處有關的資訊和各類申請表格。在打擊非法出入境罪行方面，入境處於1996年1月至2月主辦了第二次太平洋沿岸地區入境事務情報會議，與英國、美國、澳洲、紐西蘭、加拿大和南韓等國交換偷渡及偽造證件活動方面的情報。為肯定他在入境處工作多年的表現，梁銘彥在1992年獲英廷頒授OBE勳銜。

### 離職之謎
1996年7月6日，港府突然宣佈時年55歲的梁銘彥提早退休，並且即時開始退休前休假。儘管當時梁銘彥聲稱自己因「私人理由」而要求提早退休，但由於事件罕見，異乎尋常，遂引起社會的廣泛關注。其後，立法局在同年7月11日召開資助機構員工事務委員會特別會議，並在9月成立專責委員會，研訊梁銘彥辭職一事。當時立法局罕有地透過《立法局（權力及特權）條例》，決定傳召梁銘彥、公務員事務司林煥光及布政司陳方安生等人作供。
1997年1月10日，梁銘彥向立法局披露自己並非因私人理由提早退休，而是因為港府「不再信任他」而被林煥光強迫退休，這番與早前截然不同的說法一時間引起輿論轟動。梁銘彥又披露，退休前曾被廉政公署調查，指他涉嫌觸犯「收入與官職不相稱」的罪行；此外，他表示在任期間遭到「人為障礙」及「無理挑剔」等迫害，並聲稱退休後有英國傳媒有組織地破壞其聲譽。梁銘彥暗示自己被強迫退休一事，港督彭定康、港府其他高官及英國政府都在背後參與。不過，當時有傳言指梁銘彥與中方過從甚密，在未經批准下與中方官員見面，有可能將英方資料向中方洩露。有傳聞更指，梁銘彥退休當日，即在下午前往酒店與中方港澳辦官員陳佐洱會面，引人懷疑他向中方投誠。根據陳佐洱後來於2012年出版的回憶錄則指出，梁銘彥的確有和他會面，而且語帶不安地提及當日被要求退休一事。
梁銘彥發表被港府迫害的言論後，公務員事務司林煥光反駁指梁銘彥隱瞞多項與職位有利益衝突的個人投資活動，包括隱瞞在中國大陸的投資、未有申報在三間私人公司擁有股權，而其中兩間公司，即「新中港廣告公司」及「Dragon House Investments」更與中國大陸有一定聯繫。除此之外，林煥光還透露梁銘彥逾期償還公務員置業貸款，並在港府不知情的情況下，透過公務員置業貸款在加拿大購買市值過百萬元的物業以轉售圖利。

在隨後的閉門聆訊中，林煥光披露警隊及廉政公署對梁銘彥的品格審查機密撮要，及其他敏感機密資料；有關內容使有份參與聆訊的立法局議員大表驚訝，當時主持閉門聆訊的葉國謙議員曾以「震驚」形容事件，有其他議員更表示「事態嚴重」。經過歷時八個月的調查後，立法局最終於主權移交前夕的1997年6月發表報告書，指梁銘彥的「品格、操守和判斷能力」皆有嚴重缺陷，政府以四個涉及利益衝突及誠信操守的理由，迫令梁銘彥退休，完全「合乎情理」。報告書特別指出：
|  | 鑑於有證據顯示梁先生違反《公務員事務規例》，加上梁先生不獲准通過深入審查，委員會的大多數委員認為，政府對梁先生的品格及操守存疑，並對他個人操守和是否適合留任人民入境事務處處長一職失去信心，既可以理解，也合乎情理。從這角度來看，大部分委員認為，在這些情況下，政府要求梁先生離職的決定合情合理。 |

梁銘彥退休後，人民入境事務處處長一職由政務官出身的工業署署長葉劉淑儀於1996年7月「空降」出任。迄今為止，政府只曾在立法局閉門聆訊中完整交代事件始末，梁銘彥被港府迫令自願提早退休的真正原因公眾無從得知，仍然是謎團。香港歷史上甚少出現政府部門首長被迫提早退休的個案，在梁銘彥事件發生前，較轟動的例子就有警務處處長戴磊華在1967年六七暴動期間提早退休一事。
2019年3月，《南華早報》和《明報》在立法局機密文件提早解密後報導，梁銘彥與海外洗黑錢集團主腦過從甚密，接受警方品格審查時態度隱瞞、閃縮，加上說法前後不一，被認定品格有問題，因而被要求即時離職。

### 晚年生涯
退出港府後，梁銘彥行蹤低調，甚少出席公開場合，但仍在香港居住。1997年7月香港主權移交後，他在黃宜弘父親黃克立等人支持下，曾於同年年底參選中華人民共和國第九屆港區人大代表選舉，但是名落孫山。晚年的他時常穿梭中港兩地，並且愛到大陸打高爾夫球，2008年8月，他身在大陸期間突然腦中風，並入院接受治療，其後由家人安排返回香港北區醫院深切治療部留醫，但當時已經昏迷，最終延至同年8月13日不治，終年67歲。梁銘彥身後，其家屬為他在2008年9月2日於世界殯儀館設靈，時任保安局局長李少光及醫院管理局主席胡定旭等人均有到場致祭，而行政長官曾蔭權及廣東省公安廳等也有致送花圈。

## 個人生活
梁銘彥妻子是楊淑靜，兩人育有一子一女，分別為梁柏瀚（Hugo）及梁思瀚（Sylvia）。梁銘彥雖然被指與中方關係良好，但一家人卻全都擁有加拿大國籍，其妻子及子女更於1989年一度移居溫哥華，這使其身份進一步引起輿論懷疑。
梁銘彥女兒梁思瀚於溫哥華英屬哥倫比亞理工學院主修經濟學，畢業前曾回港在嘉禾電影公司會計部當實習，後被鄒文懷胞弟鄒定歐引薦入華納唱片公司試音，並打算於畢業後回港，正式加入樂壇。可是，梁思瀚返回加拿大後，在1993年1月24日(年初二)離開大學校園時於停車場離奇地被人以十字弩射中後頸身亡，終年僅22歲。當時梁思瀚友人曾懸紅30萬加元緝兇，破加國當年紀錄，但案件懸而未破。

## 榮譽
- 以下列出榮譽全稱及縮寫：^ 
  - 官守太平紳士（J.P.）[4]
  - 香港紀律部隊獎章（及加敘單條勳扣）[5]
  - 英帝國官佐勳章（O.B.E.） （1992年英女皇壽辰授勳名單[17]）

## 注腳
1. ↑  梁樹成訃聞. 華僑日報. 1988-07-22. 第3頁
2. ↑   (PDF). 英皇書院同學會. 1995  [2023-12-10]. （原始内容存档 (PDF)于2023-12-10）.
3. 1 2 3 4  《明報月刊》（1991年），頁20。
4. 1 2  〈港府公佈高官調動〉（1989年2月15日）
5. 1 2 3  〈前入境處長梁銘彥逝世〉（2008年8月16日）
6. ↑  〈歷任與現任處長篇〉（2001年）
7. 1 2 3 4 5  〈前入境處長遭飭令退休，梁銘彥腦中風不治〉（2008年8月16日）
8. ↑  《立法局會議過程正式紀錄》（1996年1月24日），頁64至65。
9. 1 2  〈蘋話當年：1989年英國公佈港人居英權計劃〉（2013年12月20日）
10. 1 2 3  《英國國籍甄選計劃簡介》（1990年），頁1至4。
11. 1 2  〈附錄IV：英國國籍甄選計劃的進展報告〉（1995年11月27日）
12. 1 2 3 4 5 6 7 8 9 10  〈里程碑：九十年代〉（2001年）
13. 1 2  〈6成港人持有，拋離BNO〉（2007年5月21日）
14. 1 2  〈港府應交代是誰誣衊梁銘彥〉（1997年1月13日）
15. ↑  40th Anniversary: 1961-2001 (2001), p.159.
16. ↑  〈入境事務處二零零五年工作回顧〉（2006年1月23日）
17. 1 2  "Supplement to Issue 52952 （页面存档备份，存于）", London Gazette, 12 June 1992, p.16.
18. 1 2 3  《立法局公務員及資助機構員工事務委員會特別會議紀要》（1996年7月11日）
19. 1 2  〈驚心動魄的「爆料」一刻]〉（2001年3月）
20. 1 2  〈葉劉淑儀回憶錄〉（2008年4月11日）
21. 1 2 3 4 5 6  〈揭醫管局主席離奇身世〉（2004年11月4日）
22. 1 2 3  〈梁銘彥控訴政府迫離職〉（2002年1月10日）
23. 1 2  〈民建聯非葉劉棲身之所〉（2006年7月7日）
24. ↑  徐家傑（2003年1月28日）
25. ↑  〈《我親歷的香港回歸談判》部分內容〉（2012年9月21日）
26. 1 2 3  Vines (17 January 1997)
27. 1 2  《調查梁銘彥先生離職事件及有關事宜專責委員會報告》（1997年6月2日），頁16及頁43。
28. ↑  《立法局會議過程正式紀錄》（1997年6月18日），頁185。
29. ↑  〈熱門接班人白韞六心思縝密〉（2008年2月23日）
30. ↑  張家偉著（2012年），頁121至122。
31. ↑  . 明報 (香港: 明報). 2019-03-31  [2019-03-31]. （原始内容存档于2019-03-31） （中文（香港））.
32. 1 2  〈中環出更：微笑行動梁銘彥撐老友〉（2007年6月20日）
33. ↑  〈梁銘彥設靈官商弔唁〉（2008年9月3日）
34. ↑  〈玉殞香銷魂兮杳杳（下）〉（2002年11月4日）
35. ↑  "Scandal rocks Canto-pop music industry" (24 July 2003)
36. ↑  Lee (16 January 1997)

### 中文資料
- 〈港府公佈高官調動〉，《華僑日報》第3頁，1989年2月15日。
- 《英國國籍甄選計劃簡介》。香港：香港政府印務局，1990年。
- 《明報月刊》第301-306 期。香港：香港明報有限公司，1991年。
- 〈附錄IV：英國國籍甄選計劃的進展報告〉，《香港立法局保安事務委員會會議紀要》。香港：香港立法局，1995年12月11日。
- 《立法局會議過程正式紀錄（页面存档备份，存于）》。香港：香港立法局，1996年1月24日。
- 《立法局公務員及資助機構員工事務委員會特別會議紀要（页面存档备份，存于）》。香港：香港立法局，1996年7月11日。
- 〈港府應交代是誰誣衊梁銘彥〉，《大公報》，1997年1月13日。
- 《調查梁銘彥先生離職事件及有關事宜專責委員會報告 （页面存档备份，存于）》。香港：香港立法局，1997年6月2日。
- 《立法局會議過程正式紀錄（页面存档备份，存于）》。香港：香港立法局，1997年6月18日。
- 〈里程碑：九十年代〉，《入境處四十周年紀念特刊》。香港：入境事務處，2001年。
- 〈歷任與現任處長篇〉，《入境處四十周年紀念特刊》。香港：入境事務處，2001年。
- 〈驚心動魄的「爆料」一刻（页面存档备份，存于）〉，《中大校友》，2001年3月。
- 〈梁銘彥控訴政府迫離職〉，《成報》A04，2002年1月10日。
- 〈玉殞香銷魂兮杳杳（下）〉，《新報》，2002年11月4日。
- 徐家傑，〈空襲司長〉，《東方日報》B16，2003年1月28日。
- 〈揭醫管局主席離奇身世〉，《壹週刊》，2004年11月4日。
- 〈入境事務處二零零五年工作回顧（页面存档备份，存于）〉，《香港政府新聞公報》，2006年1月23日。
- 〈民建聯非葉劉棲身之所〉，《信報財經新聞》P23，2006年7月7日。
- 〈6成港人持有，拋離BNO（页面存档备份，存于）〉，《文匯報》，2007年5月21日。
- 〈中環出更：微笑行動梁銘彥撐老友（页面存档备份，存于）〉，《東方日報》，2007年6月20日。
- 〈熱門接班人白韞六心思縝密（页面存档备份，存于）〉，《蘋果日報》，2008年2月23日。
- 〈葉劉淑儀回憶錄〉，《明報》D06，2008年4月11日。
- 〈前入境處長遭飭令退休，梁銘彥腦中風不治（页面存档备份，存于）〉，《太陽報》，2008年8月16日。
- 〈前入境處長梁銘彥逝世（页面存档备份，存于）〉，《明報》，2008年8月16日。
- 〈梁銘彥設靈官商弔唁（页面存档备份，存于）〉，《蘋果日報》A18，2008年9月3日。
- 〈《我親歷的香港回歸談判》部分內容〉，《明報》，2012年9月21日。
- 張家偉，《六七暴動：香港戰後歷史的分水嶺》。香港：香港大學出版社，2012年。
- 〈蘋話當年：1989年英國公佈港人居英權計劃（页面存档备份，存于）〉，《蘋果日報》，2013年12月20日。

### 英文資料
- Lee, Ella, "Luxury home and loan for $1.76m[永久]", The Standard, 16 January 1997.
- Vines, Stephen, "New questions over sacking of HK official（页面存档备份，存于）", The Independent, 17 January 1997.
- 40th Anniversary: 1961-2001. Hong Kong: HKSAR Immigration Department, 2001.
- "Scandal rocks Canto-pop music industry", Asia Pacific Post, 24 July 2003.

## 外部連結
- 調查梁銘彥先生離職事件及有關事宜專責委員會報告 （页面存档备份，存于），香港立法局（1997年6月2日）
- 歷任與現任處長篇，香港入境事務處

| 政府职务        | 政府职务                         | 政府职务          |
| --------------- | -------------------------------- | ----------------- |
| 前任者： 賈達德 | 人民入境事務處處長 1989年–1996年 | 繼任者： 葉劉淑儀 |